# Roca Entravessada
La Roca Entravessada (literal, Roca atravesada) es una montaña de 2928,6 m s. n. m. de altitud, situada entre Andorra y el Pallars Sobirá, en el término municipal de Alins.

## Rutas
Una de las rutas parte desde Arinsal, en Andorra, y pasa por el refugio del Pla de l'Estany y los Estanys Forcats.